# Austrey
Austrey es una parroquia civil y un pueblo del distrito de North Warwickshire, en el condado de Warwickshire (Inglaterra).

## Geografía
Según la Oficina Nacional de Estadística británica, Austrey tiene una superficie de 8,59 km².

## Demografía
Según el censo de 2001, Austrey tenía 993 habitantes (51,66% varones, 48,34% mujeres) y una densidad de población de 115,6 hab/km². El 20,75% eran menores de 16 años, el 74,42% tenían entre 16 y 74 y el 4,83% eran mayores de 74. La media de edad era de 39,33 años. Del total de habitantes con 16 o más años, el 18,04% estaban solteros, el 67,85% casados y el 14,1% divorciados o viudos.
El 98,39% de los habitantes eran originarios del Reino Unido. El resto de países europeos englobaban al 0,81% de la población, mientras que el 0,81% había nacido en cualquier otro lugar. Según su grupo étnico, el 99,7% eran blancos y el 0,3% negros. El cristianismo era profesado por el 84,19%, mientras que el 11,58% no eran religiosos y el 4,23% no marcaron ninguna opción en el censo.
3929 habitantes eran económicamente activos, 526 de ellos (97,77%) empleados y 12 (2,23%) desempleados. Había 391 hogares con residentes y 4 vacíos.